# وادي مرة
وادي مرة بلدية بولاية الأغواط. و في نفس الوقت هي عاصمة دائرة تضم بلدية وادي مزي أيضا.
تبعد عن مقر ولاية الأغواط حوالي 90 كم شمالا.
تضم البلدية عدة تجمعات سكنية  مثل الجدر ، عين عصمان و حي سي مصطفى.

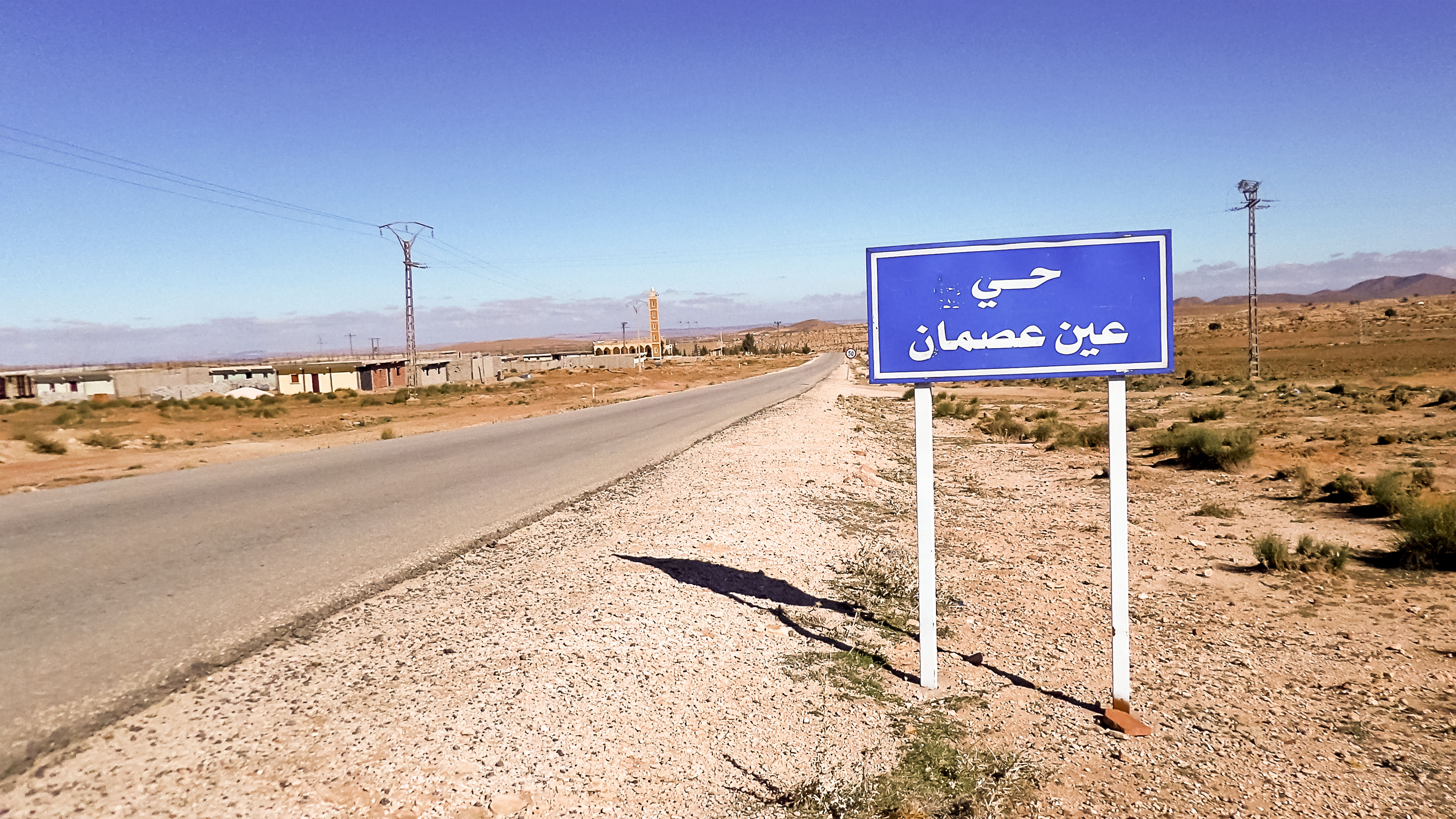
عين عصمان - واد مرة

## الموقع
| تاجموت   | سيدي بوزيد |          |
| تاجموت   | إسم ؟      | آفلو     |
| وادي مزي | وادي مزي   | وادي مزي |

## المناخ
تتميز بمناخ قاري شبه صحراوي الذي يتميز بدرجات الحرارة المنخفضة في فصل الشتاء أين تكون درجة الحرارة دون الصفر طول الفصل تقريبا، أما في فصل الصيف فتصل درجات الحرارة الى حوالي +40 أما أثناء الليل فيكون الجو منعش أكثر .

## شخصيات أصلها من وادي مرة
من أبرز الشخصيات : رئيس الحكومة الجزائرية سابقا والأمين العام لحزب جبهة التحرير الوطني سابقا السيد عبد العزيز بلخادم.

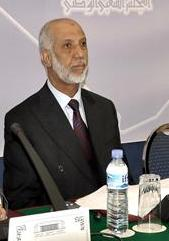
عبد العزيز بلخادم